# Fritz Nicklisch
Fritz Nicklisch (* 24. Juli 1936 in Frankfurt am Main; † 28. Juli 2022 ebenda) war ein deutscher Rechtswissenschaftler und Hochschullehrer.

## Leben
Nach dem Abitur nahm Nicklisch 1956 an der Universität Frankfurt am Main ein Studium der Rechtswissenschaften auf, das er 1960 mit dem Ersten Juristischen Staatsexamen beendete. Anschließend arbeitete er als wissenschaftliche Hilfskraft in Frankfurt, bevor er bei Gerhard Schiedermair 1964 seine Promotion zum Dr. iur. abschloss. Nach seinem Zweiten Staatsexamen 1965 arbeitete Nicklisch als wissenschaftlicher Assistent Schiedermairs in Frankfurt. 1970 vollendete Nicklisch in Frankfurt nach einem Forschungsaufenthalt an der Georgetown University und der University of California, Berkeley 1966/67 mit der unveröffentlichten Schrift Die innere Ordnung der Vereine und Verbände seine Habilitation.
Ab 1971 war er als Professor an der Universität Frankfurt am Main tätig, ab 1972 als außerordentlicher Professor an der Universität Bonn. 1974/75 war er Gastprofessor an der Universität Lausanne. Schließlich hatte Nicklisch von 1975 bis zu seiner Emeritierung 2001 den Lehrstuhl für Bürgerliches Recht, Handels- und Wirtschaftsrecht, Zivilprozeßrecht an der Universität Heidelberg inne. Dort war er seit 1980 Leiter der Forschungsgruppe Technologierecht und seit 1984 Leiter des Forschungsschwerpunktes Technologierecht. Ab 1992 war er zudem Direktor des Institutes für deutsches und europäisches Technologie- und Umweltrecht der Universität Heidelberg.
Fritz Nicklisch starb am 28. Juli 2022 im Alter von 86 Jahren.

## Werke (Auswahl)
Nicklischs Forschungsschwerpunkte lagen vor allem im Technikrecht sowie im Energie- und Umweltrecht. Es liegen auch diverse Schriften zum Recht der Schiedsgerichtsbarkeit vor.
- Die Bindung der Gerichte an gestaltende Gerichtsentscheidungen und Verwaltungsakte. Gieseking, Bielefeld 1965 (Dissertation).
- Das Gütezeichen. Enke, Stuttgart 1969.
- Die Koppelung von Wirtschaftsverbänden und Arbeitgeberverbänden: kartellrechtliche, arbeitsrechtliche und verfassungsrechtliche Aspekte. Schweitzer, Berlin 1972, ISBN 978-3-8059-0293-9.
- Verbandsmacht und einstweiliger Rechtsschutz. Schweitzer, Berlin 1974, ISBN 978-3-8059-0374-5.
- Rechtsfragen der Einlagensicherung im Kreditgewerbe. Knapp, Frankfurt am Main 1979, ISBN 978-3-7819-0221-3.
- Inhaltskontrolle von Verbandsnormen. C.F. Müller, Heidelberg 1982, ISBN 978-3-8114-1882-0.
- Technische Überwachungsorganisationen und öffentlich bestellte Sachverständige: zum Problem der Zulassung öffentlich bestellter Sachverständiger zur technischen Überwachung. Verlag Recht und Wirtschaft, Heidelberg 1983, ISBN 978-3-8005-6991-5.
- als Herausgeber: Forschungs- und Entwicklungsverträge in Wissenschaft und Technik – Typische Vertragsstrukturen, Intellectual Property Rights und konkrete FuE-Projekte. C.H.Beck, München 2004, ISBN 978-3-406-52316-8.